# Электра (баскетбольный клуб)
«Электра» Рамат ха-Шарон (ивр. אלקטרה רמת השרון‎, англ. A. S. Electra Ramat Hasharon) — израильский женский баскетбольный клуб, один из лидеров израильского женского баскетбола во второй половине 1990-х годов и начале XXI века. Шестикратный чемпион Израиля, шестикратный обладатель Кубка Израиля с 1999 года. Финалист Кубка Ронкетти 1999 года, полуфиналист Еврокубка 2005 года.

## История
В 1985 году в ходе Маккабианских игр финальный матч женских сборных Израиля и США был перенесён из тель-авивского зала Яд Элияху в зал в Кфар-Маккабия, намного более низкого класса. Когда участницы финального матча в знак протеста отказались играть, федерация баскетбола Израиля приняла решение расформировать сборную Израиля. Судьба сборной решалась в суде и, хотя решение было вынесено в пользу сборной, активистки феминисткого движения в Израиле, участвовавшие в процессе, создали общество ЛКН (ивр. ל.כ.ן., לקידום כדורסל נשים‎, рус. Общество развития женского баскетбола). В 1986 году под эгидой общества была создана команда лиги А женского чемпионата Израиля в Рамат ха-Шароне. Основателями команды стали Герб Левин, председатель ЛКН, и игрок женской баскетбольной команды «Маккаби» (Тель-Авив) Орна Остфельд.

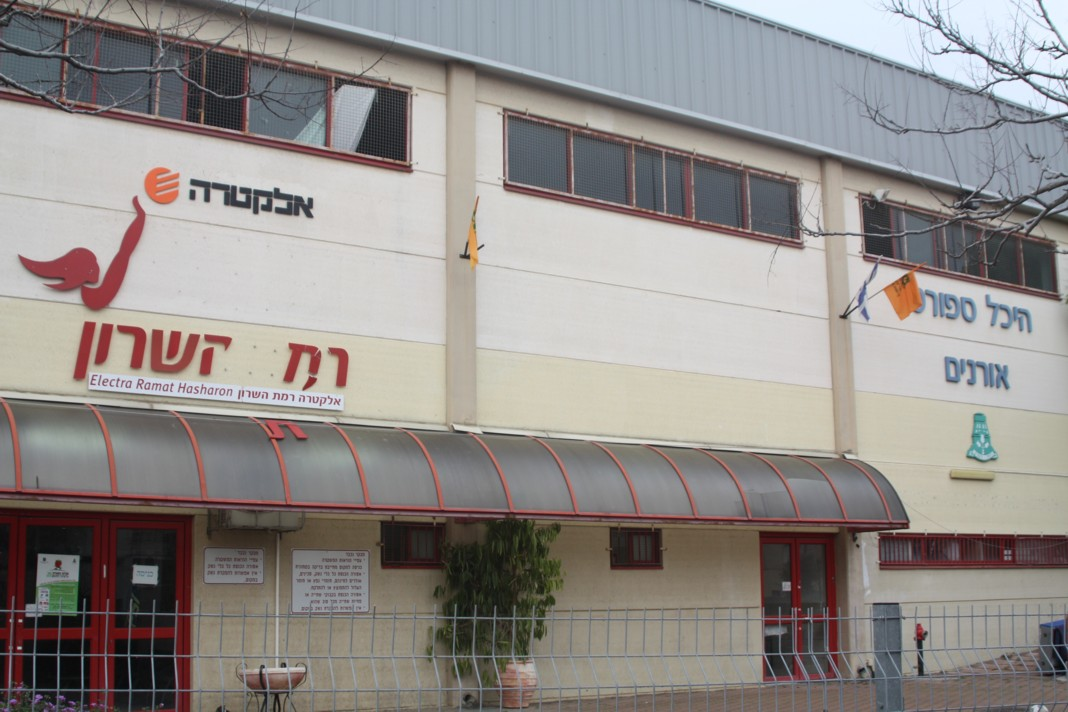
«Ораним», домашний зал команды в Рамат ха-Шароне

Уже через год ЛКН (Рамат ха-Шарон) поднялась на следующую ступень в израильском первенстве, попав в общеизраильскую лигу (ивр. הליגה הארצית‎, Лига арцит). В 1990 году ЛКН (Рамат ха-Шарон), возглавляемая играющим тренером Остфельд, вышла в высший дивизион женского чемпионата Израиля, и в том же году впервые дошла до финала Кубка Израиля.
Первый крупный успех пришёл к команде из Рамат ха-Шарона в сезоне 1998/1999 года, когда она завоевала чемпионское звание и Кубок Израиля, а на европейской арене дошла до финала Кубка Ронкетти. В следующем сезоне команда дошла до полуфинала Кубка Ронкетти, а в сезоне 2004/2005 года — до Финала четырёх Кубка Европы ФИБА. Полуфинал в Неаполе она проиграла местному клубу, а в матче за третье место взяла верх над командой из Загреба. Помимо европейских успехов, с 2000 года команда из Рамат ха-Шарона завоевала пять чемпионских титулов и пять Кубков Израиля.

## Руководство клуба
- Президент клуба — архитектор Рахель Острович, одна из основательниц организации ЛКН.
- Генеральный менеджер — Орна Остфельд, лауреат премии Международного Олимпийского комитета 2005 года за вклад в развитие европейского женского спорта[1] и член Международного еврейского зала спортивной славы[2].